# ناحیه چیس، میشیگان
ناحیه چیس (به انگلیسی: Chase Township) یک منطقهٔ مسکونی در ایالات متحده آمریکا است که در شهرستان لیک، میشیگان واقع شده‌است.
 ناحیه چیس ۹۲٫۱ کیلومتر مربع مساحت و ۱٬۱۹۴ نفر جمعیت دارد و ۳۷۴ متر بالاتر از سطح دریا واقع شده‌است.